# Paul Hall
Paul Hall (Mánchester, Inglaterra, 3 de julio de 1972) es un exfutbolista y entrenador de fútbol de Jamaica nacido en Inglaterra que jugaba en la posición de delantero centro. 

## Carrera

### Club
| Periodo   | Club                            | Apariciones | Goles |
| --------- | ------------------------------- | ----------- | ----- |
| 1990-1993 | Torquay United FC               | 93          | 3     |
| 1993-1998 | Portsmouth FC                   | 188         | 37    |
| 1998–2000 | Coventry City FC                | 10          | 0     |
| 1999      | → Bury FC (cedido)              | 7           | 0     |
| 1999–2000 | → Sheffield United FC (cedido)  | 4           | 1     |
| 2000      | → West Bromwich Albion (cedido) | 4           | 0     |
| 2000      | → Walsall FC (cedido)           | 2           | 1     |
| 2000–2001 | Walsall FC                      | 49          | 9     |
| 2001–2004 | Rushden & Diamonds FC           | 112         | 26    |
| 2004–2005 | Tranmere Rovers FC              | 55          | 13    |
| 2005–2007 | Chesterfield FC                 | 91          | 20    |
| 2007–2008 | Walsall FC                      | 19          | 1     |
| 2008      | → Wrexham AFC (cedido)          | 11          | 1     |
| 2008      | Newport County AFC              | 13          | 0     |
| 2008–2010 | Stratford Town FC               | 9           | 1     |
| 2010      | Spalding United FC              | 15          | 10    |
| 2011      | Mansfield Town FC               | 3           | 0     |

### Selección nacional
A pesar de haber nacido en Inglaterra, decidió representar a Jamaica por descendencia, con quien debutó el 29 de junio de 1997 en la victoria por 3-0 sobre Cuba en un partido amistoso en Kingston, partido donde anotó su primer gol internacional; y su retiro internacional fue el 30 de abril de 2003 en el empate 0-0 ante Sudáfrica en un partido amistoso en Ciudad del Cabo. Jugó 48 partidos internacionales y anotó 14 goles.
Participó en la Copa Mundial de Fútbol de 1998 y en dos ediciones de la Copa de Oro de la Concacaf, donde fue seleccionado dentro del equipo ideal del torneo en la edición de 1998.

### Entrenador
| Periodo   | Club    |
| --------- | ------- |
| 2021–2022 | Jamaica |
| 2022      | QPR     |

## Logros
- Equipo Ideal de la Copa de Oro de la Concacaf 1998.
- Equipo del Año de la Tercera División de Inglaterra: 2002–03[4]